# Fußball-Landesliga Pfalz 1946/47
Die Fußball-Landesliga Pfalz 1946/47 war die zweite Spielzeit der höchsten Amateur-Spielklasse in der Pfalz im Land Rheinland-Pfalz nach dem Zweiten Weltkrieg. Vor dieser Spielzeit fand im Zeitraum der Saison 1945/46 noch eine Qualifikationsrunde statt.

## Qualifikation
Die Qualifikationsphase fand in zwei Staffeln geteilt statt, dabei sind lediglich die teilnehmenden Mannschaften aus der Staffel Westpfalz bekannt.

### Westpfalz
- BSC Ernstweiler (6. Platz)
- SG 05 Pirmasens
- VfR Kaiserslautern
- SC West Kaiserslautern
- FV Landstuhl
- SV Kaiserslautern
- ASV Kaiserslautern
- Union Kaiserslautern

## Teilnehmende Mannschaften
Als einziger Teilnehmer mit definierter Tabellenposition ist der BSC Ernstweiler bekannt, welcher sich am Ende der Saison auf dem 15. Platz positionierte.
- BSC Ernstweiler (15. Platz)
- TSG Jockgrim